# Heteronotus aethiops
Heteronotus aethiops är en insektsart som beskrevs av Butler. Heteronotus aethiops ingår i släktet Heteronotus och familjen hornstritar. Inga underarter finns listade i Catalogue of Life.